# Zwettl an der Rodl
Zwettl an der Rodl – gmina targowa w Austrii, w kraju związkowym Górna Austria, w powiecie Urfahr-Umgebung. Według Austriackiego Urzędu Statystycznego liczyła 1813 mieszkańców (1 stycznia 2015).